# Kaple Korunování Panny Marie (Křivoklát)
Královská kaple Korunování Panny Marie je ústřední sakrální stavba na hradě Křivoklát. Nachází se v jižním křídle hradu. Kaple nahradila původní raně gotickou Václavskou kapli ze 13. století. Pozdně gotický vzhled získala za vlády Vladislava II. Jagellonského, kdy proběhly velkolepé přestavby, jež pokračovaly i za Ludvíka Jagellonského.

## Historie
První písemnou zmínku o existenci hradu Křivoklát datuje Kosmas do roku 1110. Na reprezentativní úroveň byl hrad přestavěn ve 13. století králem Přemyslem Otakarem II., který nechal zároveň vybudovat i hradní kapli. Největší pozdně gotické přestavby hradu i samotné kaple však proběhly za vlády Vladislava II. Jagellonského. Celou přestavbu řídil Hans Spiess z Frankfurtu nad Mohanem. Poté byla v roce 1522 vysvěcena. Hrad včetně kaple si zachoval svůj pozdně gotický vzhled i po požárech v letech 1597 a 1643. Poté byl opravován, než jej roku 1826 postihl další ničivý požár. V roce 1850 byly zahájeny stavební úpravy hradu, na kterých se vystřídalo mnoho architektů včetně Josefa Mockera a Kamila Hilberta či Humberta Walchera (v letech 1908–1909). Kaple byla opravena v duchu pozdní gotiky. V současné době hrad spravuje Národní památkový ústav.

## Popis exteriéru

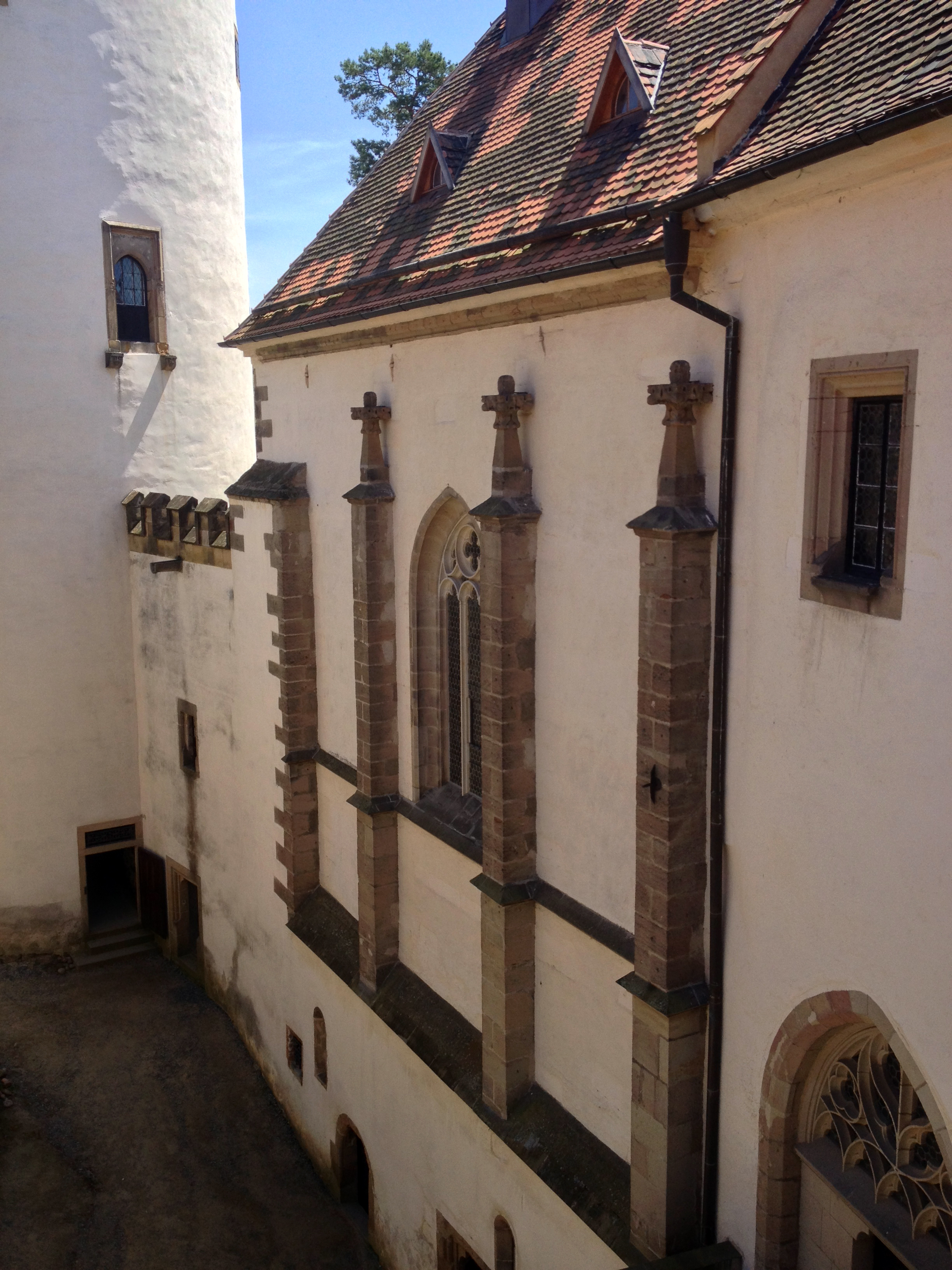
exteriér kaple

Kaple je součástí jižního křídla, tzv. horního hradu, a spolu s královským palácem je součástí jednolité architektonické hmoty sevřené hradební zdí. Kaple se nachází v prvním patře a je orientována na východ směrem k velké věži. Na západní straně je napojena na rytířský sál. Jižní strana kaple spadá několik metrů směrem dolů až k hradební zdi. Na sever má orientována dvě okna, ze kterých je vidět do dvora.
V průčelí jižní stavby v těsné blízkosti velké věže je okénko do sakristie, nad kterým probíhá cimbuří. Dále směrem od velké věže se nachází severní průčelí kaple, jež oživují tři opěrné pilíře, které stojí na trnožní římse ve výšce podlahy kaple. Mezi prvním a druhým pilířem se nachází okno do kaple s lomeným obloukem a kružbou. Hned pod oknem, nad trnožní římsou, obíhá kolem pilířů i po průčelí kaple pásová římsa stejného profilu jako římsa trnožní. Při opravě v roce 1909 byly na vrchní desky pilířů posazeny křížové kytky. Ty však nic nezavršují, což je projevem svévolného zacházení s rejstříkem forem, tak charakteristického pro dekorativní pozdní gotiku.
Ve druhém patře průčelí jsou dvě obdélná okna do oratoře kaple. Mezi okny byl v roce 1919 přistavěn s lomeným obloukem.
Střecha nad kaplí je valbová. Na hrotu valby je umístěna zvonice. Pokrytí střechy bylo původně šindelové, ale po požáru v roce 1826 bylo nahrazeno taškami.
Průčelí jižní strany kaple je zesílené třemi opěráky, které jsou stejného tvaru jako ty na severní straně. Okna jsou na tomto průčelí tři. Všechny s lomeným obloukem a kružbou. Závěr kaple byl původně plochý, ale při přestavbách v patnáctém století byl změněn na polygonální.

## Popis interiéru

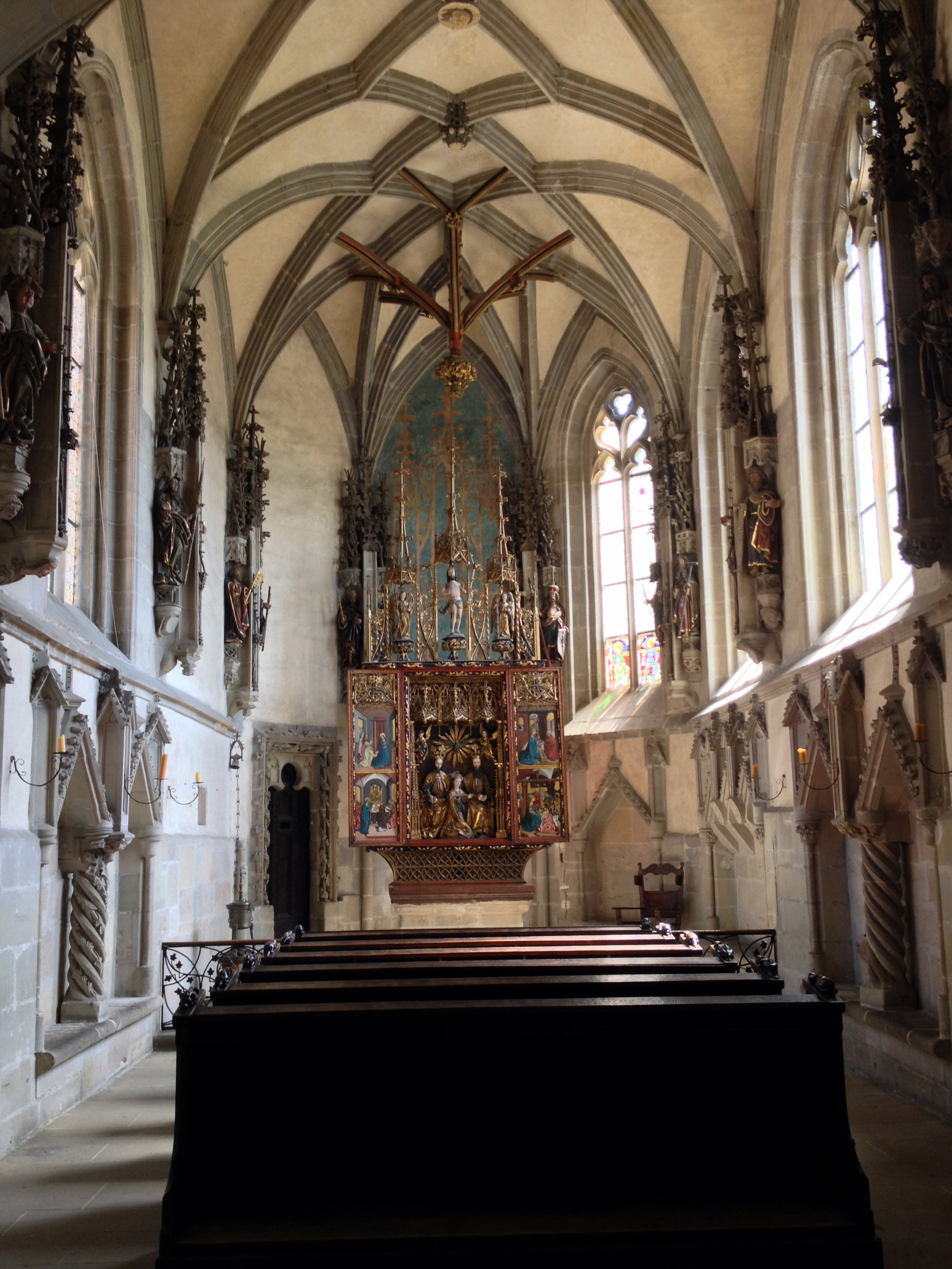
Interiér kaple

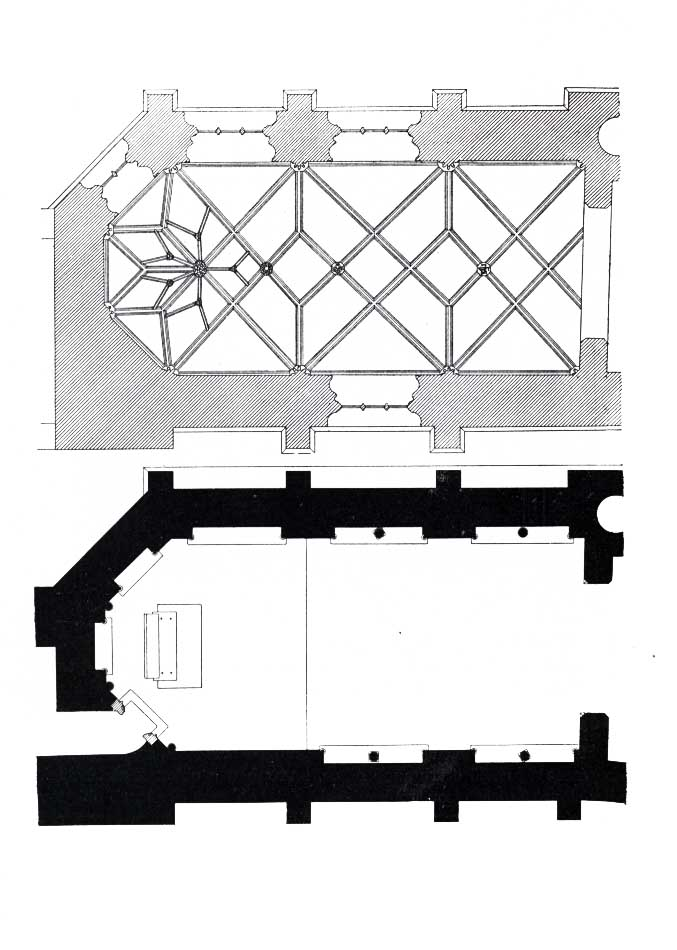
Půdorysy

Vnitřní půdorys kaple je 13 metrů dlouhý a 6 metrů široký. Skládá se ze tří obdélných polí a polygonálního závěru. Kněžiště je od lodi odděleno stupněm. Ve třech koutech závěru jsou příporné sloupky, které pocházejí ze třináctého století. Dispozice nástěnných arkád až do výšky pásové římsy pochází z té doby, vše ostatní pochází z patnáctého až šestnáctého století.

### Předsíň
V předsíni kaple, která je čtyři metry široká a pět metrů dlouhá, se nachází arkýř pocházející z roku 1909 vytvořený podle návrhu arch. H. Wachlera. Na východní stěně arkýře jsou železné dveře, které ústí do točitého schodiště vedoucího do oratoře nad kaplí. Předsíň je zaklenuta hvězdovitou klenbou. Západní strana předsíně byla v osmnáctém století (kdy kaple sloužila jako farní kostel) probourána a předsíň s přiléhajícím rytířským sálem byla lodí kostela, jehož presbytářem se stala právě kaple. Na konci devatenáctého století však Josef Mocker vrátil vše do původního stavu.

### Sedile
V kapli se nachází celkem sedm 30 centimetrů hlubokých výklenků, pět širších a jeden užší. Uprostřed výklenků se nacházejí sloupky, stojící na čtyřboké desce a rovněž čtyřboké patce. Dříky jsou šroubovitě obtočeny oblouny. Hlavice jsou zdobené listy. Nad sloupky stojí fiály, které nejsou ukončeny, ale zarážejí se do pásové římsy. Mezi fiálami jsou výklenky střechovitě ukončeny krycími římsami, které jsou ozdobené kraby. V kněžišti se dále nachází jeden trojitý výklenek dva a půl metrů široký.

### Klenba
Klenba kaple je síťová ve třech polích a hvězdicová v závěru. Žebra klenby se opírají ve výšce šesti metrů o polygonální konzoly profilované šikmou plochou a protínají se uprostřed podélné osy klenby ve třech okrouhlých svornících. Tři konzole jsou jehlancové, čtvrtá má košovitý tvar a je bohatě zdobena prolamovanou technikou tesaným listovým dekorem naturalistického charakteru.

### Portál
Portál do sakristie se nachází na levé straně od oltáře. Ostění z pískovce stojí na hranolovém podstavci. Výžlabky portálu jsou osázeny výrazným vegetabilním dekorem – pruty lemovanými listovím, kukuřičným klasem, z vnější strany osmnácti kraby. V horních rozích jsou umístěny dva maskarony. Dveře jsou dubové a pochází ze začátku dvacátého století.

### Okna
Kaple má celkem čtyři okna. V podélných zdech jsou tři trojdílná, z nichž dvě se nacházejí v jižní zdi a jedno v severní. Čtvrté je na jihovýchodní zdi za oltářem. Všechna okna jsou zakončena lomeným obloukem a zdobí je pozdně gotické kružby.

## Vybavení interiéru

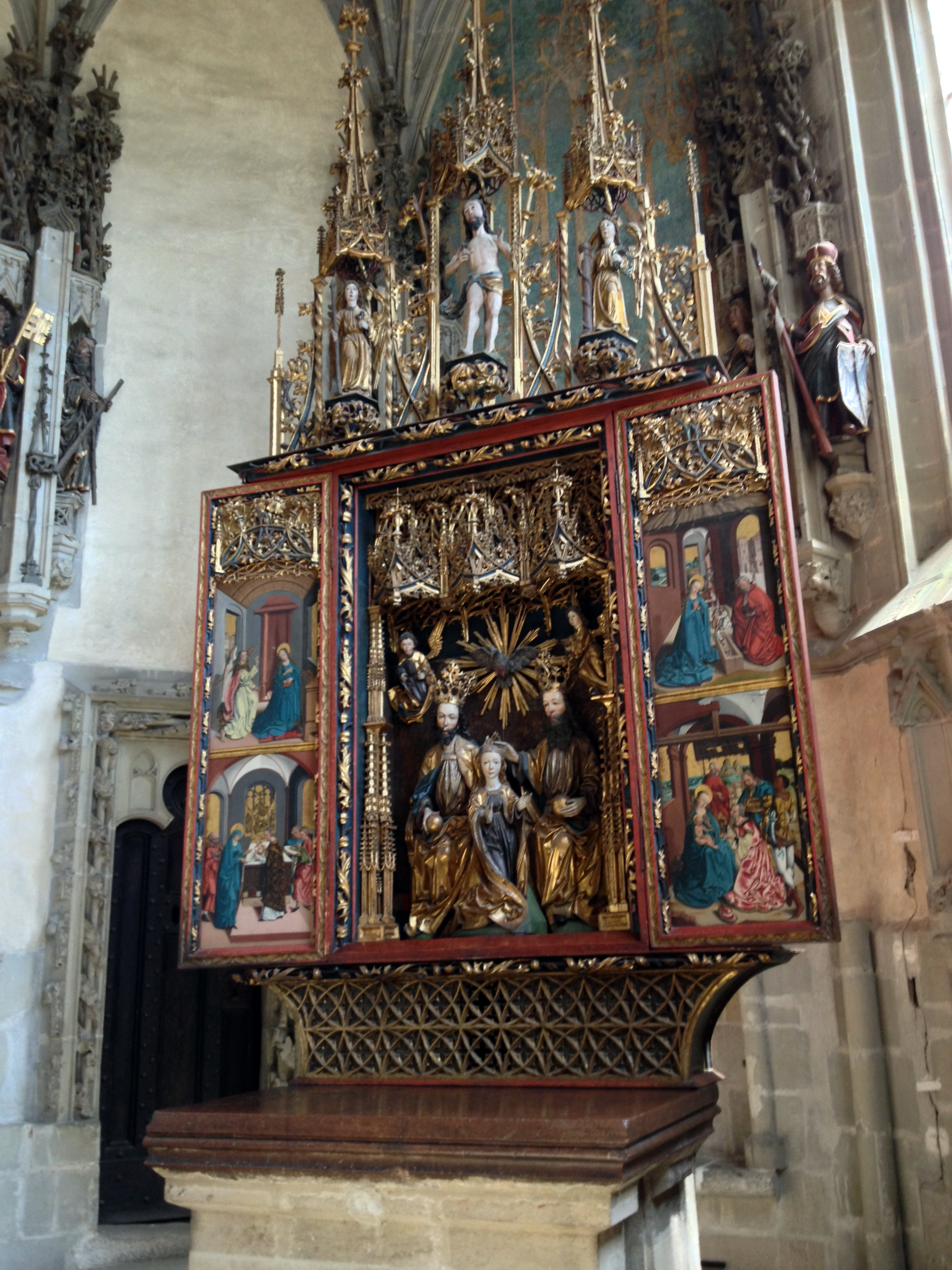
oltářní retábl

### Sochy
Po obou stranách fiál, které na stěně přerušují pásovou římsu, stojí na konzolách celkem 12 dřevěných soch apoštolů a 4 zemských patronů v presbytáři, pocházejících ze šestnáctého století. Sochy vzbuzují svými postoji a gesty loutkovitý dojem, působivější výraz jim dodává zejména bohatší a v ostře lámaných záhybech tvarovaná drapérie. Každá z konzol je jiného tvaru a končí vytesanými maskarony. Nad sochami jsou upevněny dřevěné vyřezávané baldachýny různých tvarů pozdní gotiky. Sochy jsou po dvojicích řazeny směrem od hlavního vchodu.
Vlevo od vchodu směrem k oltáři to jsou svatý Matouš se sekyrou, svatý Juda Tadeáš s kyjem, svatý Tomáš s kopím, svatý Jan s kalichem, svatý Petr s klíčem a svatý Ondřej s ondřejským křížem. Vpravo od arkýře směrem k oltáři to jsou: Jidáš s měšcem, svatý Jakub starší s mečem, svatý Šimon s pilou, svatý Jakub mladší s knihou, svatý Filip s antonínským křížem a svatý Bartoloměj s nožem. Čtyři plastiky na stěně za oltářem představují české zemské patrony: svatého Zikmunda, svatého Víta, svatého Vojtěcha a svatého Václava.

### Oltář
Oltář je uměleckou prací z doby po roce 1490, jejímž autorem je neznámý mistr, který pravděpodobně pocházel z okruhu Hanse Spiesse z Frankfurtu nad Mohanem, zvaný Mistr Křivoklátského oltáře. Uprostřed jeho horní části je Ježíš Kristus Bolestný a po stranách dva andělé nesoucí atributy, kterými byl Kristus umučen. Anděl vlevo drží kopí a hřeby, anděl vpravo sloup a bič. V centrální vyřezávané části je uprostřed socha Panny Marie, kterou korunuje Bůh Otec (vpravo), Bůh Syn (vlevo), Duch svatý (nad ní). Po stranách nahoře jsou dva andělé. Pohled Panny Marie směřuje do velké kamenné sedile vpravo v presbytáři, kde bývalo místo určené pro panovníka a jeho rodinu. Nad sedilií se původně nacházely dva znaky Českého království, ale během obnovy kaple na počátku dvacátého století byly sejmuty a nahrazeny fürstenberskými rodovými erby. Na vnitřní straně oltářních křídel jsou malby od neznámého autora, který je dnes označován jako Mistr křivoklátského oltáře. Představující výjevy ze života Ježíše Krista a Panny Marie. Vlevo nahoře je Zvěstování, vpravo nahoře Narození Krista, vlevo dole Obětování v chrámu, vpravo dole Klanění tří králů. Na vnější straně oltářních křídel jsou vyobrazeni čeští patroni (zleva): svatý Zikmund, svatý Václav, svatý Vít a svatý Vojtěch. Po levé straně před oltářem stojí cínová křtitelnice ze sedmnáctého století. Na konzolách po stranách kaple je rozmístěno dvanáct plastik apoštolů se svými atributy z šestnáctého století.

### Reliéf lva
Dřevěný polychromovaný reliéf lva umístěný na visutém svorníku nad oltářem je symbolem imperiální moci a jmenovitě českého království a současně christologicky Zmrtvýchvstání Krista.

### Lavice
V prvním desetiletí dvacátého století, kdy na hradě probíhaly stavební úpravy, přibyly do kaple nové dřevěné lavice ozdobené různými neexistujícími bytostmi zla, které se krčí před tváří boží. Lavice vyrobili místní řemeslníci, truhláři Celestýn a Václav Friebertovi.

## Galerie

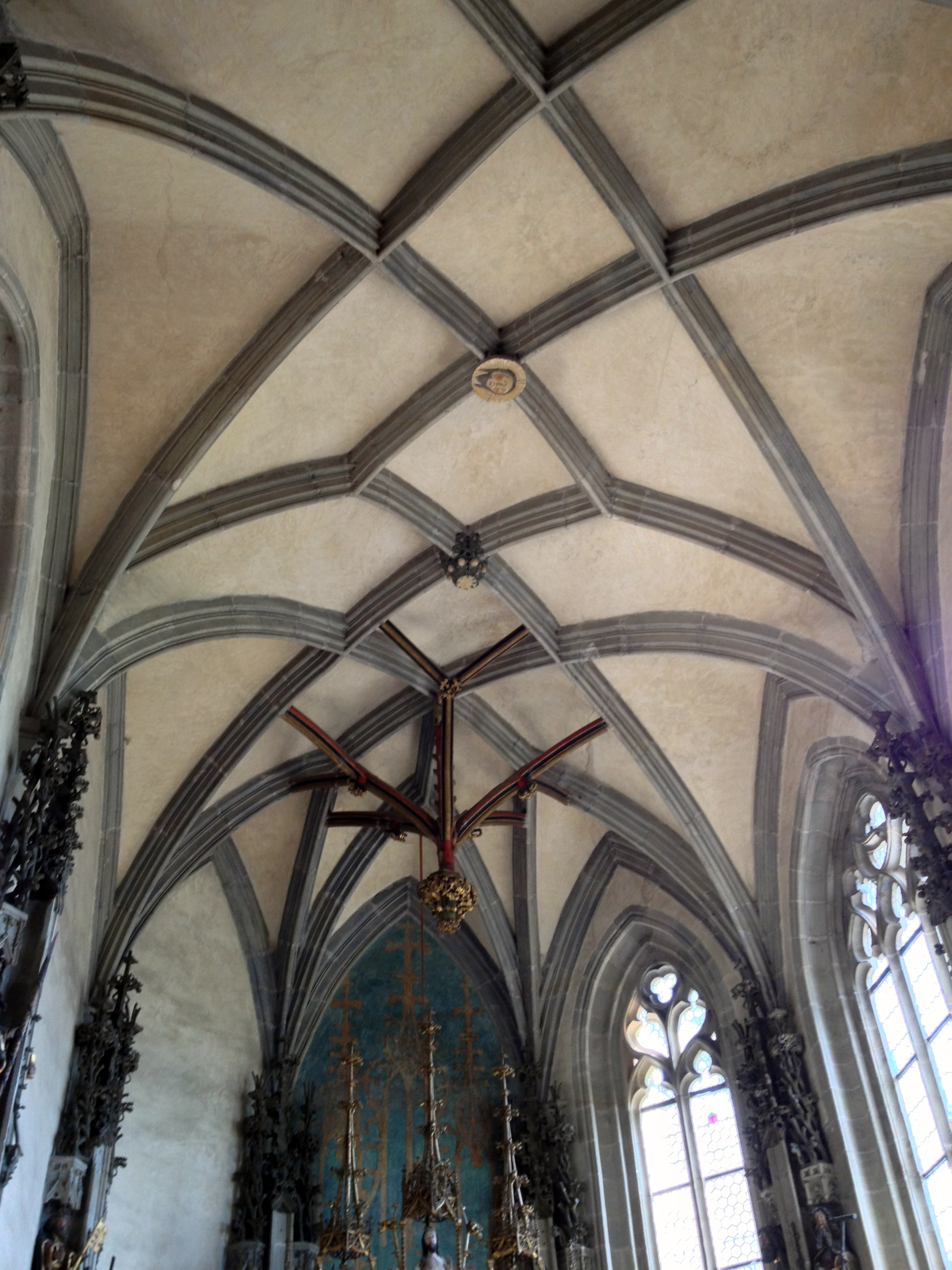
Klenba
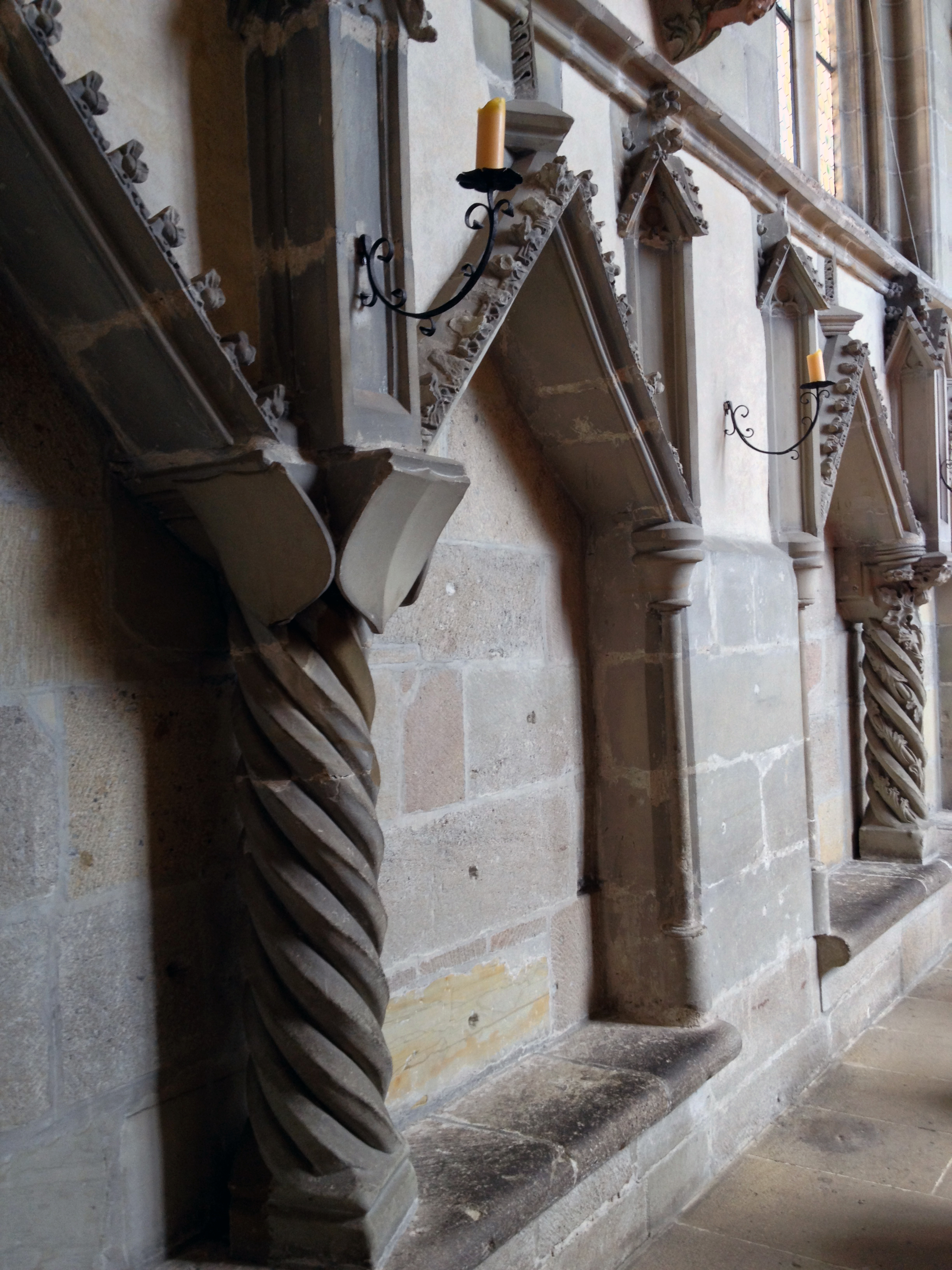
Sedile
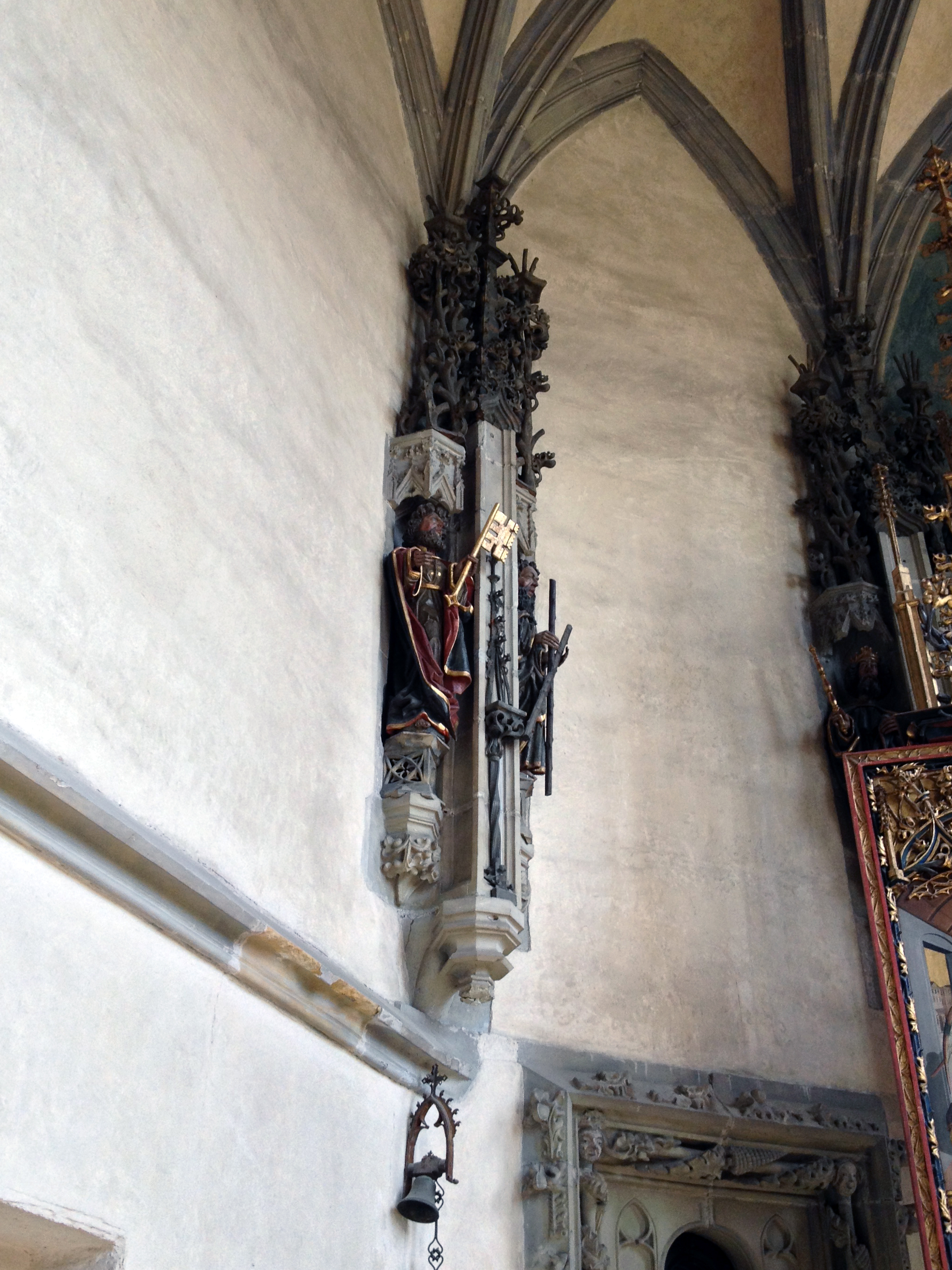
Sochy apoštolů
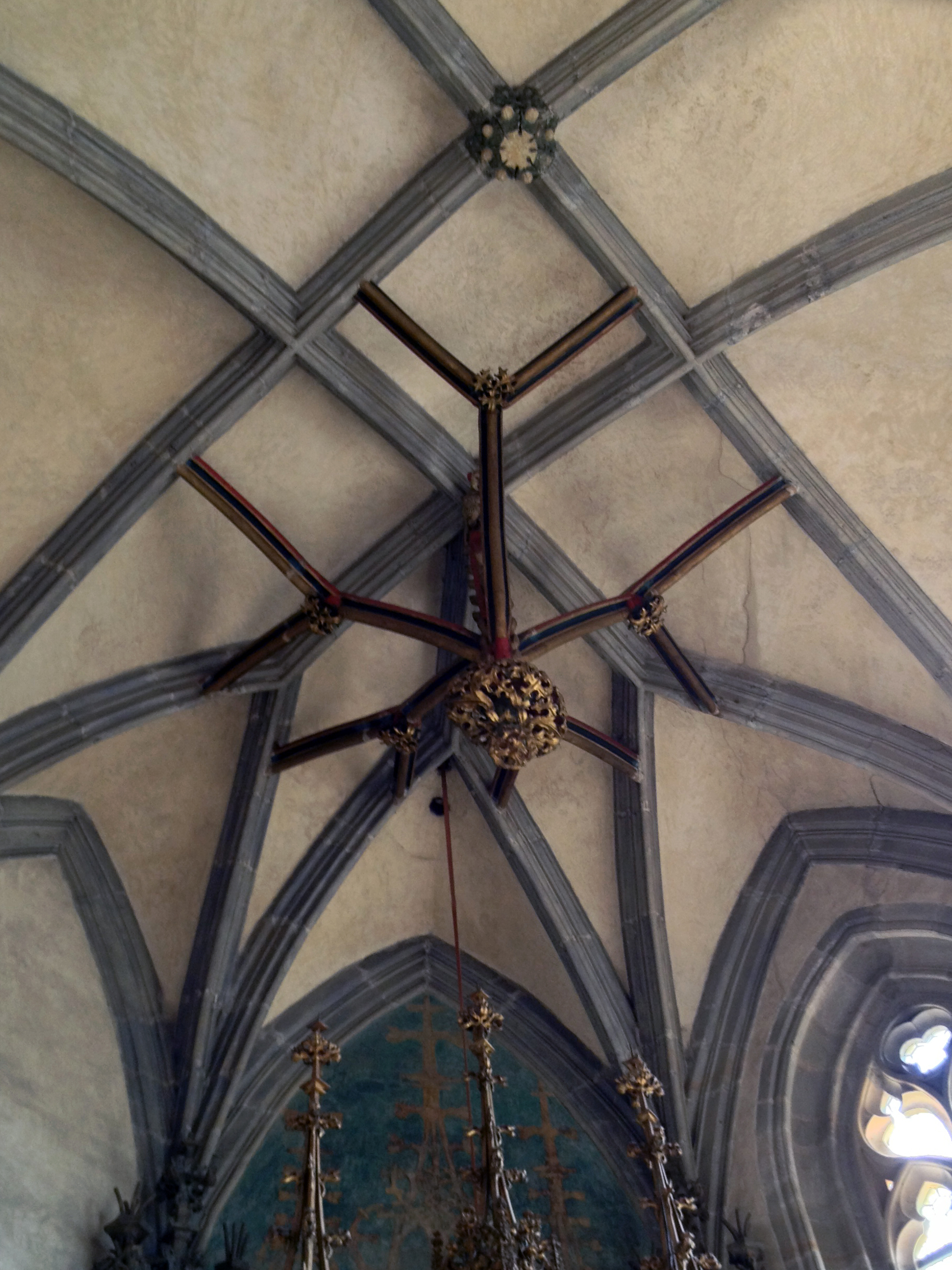
Dřevěný svorník
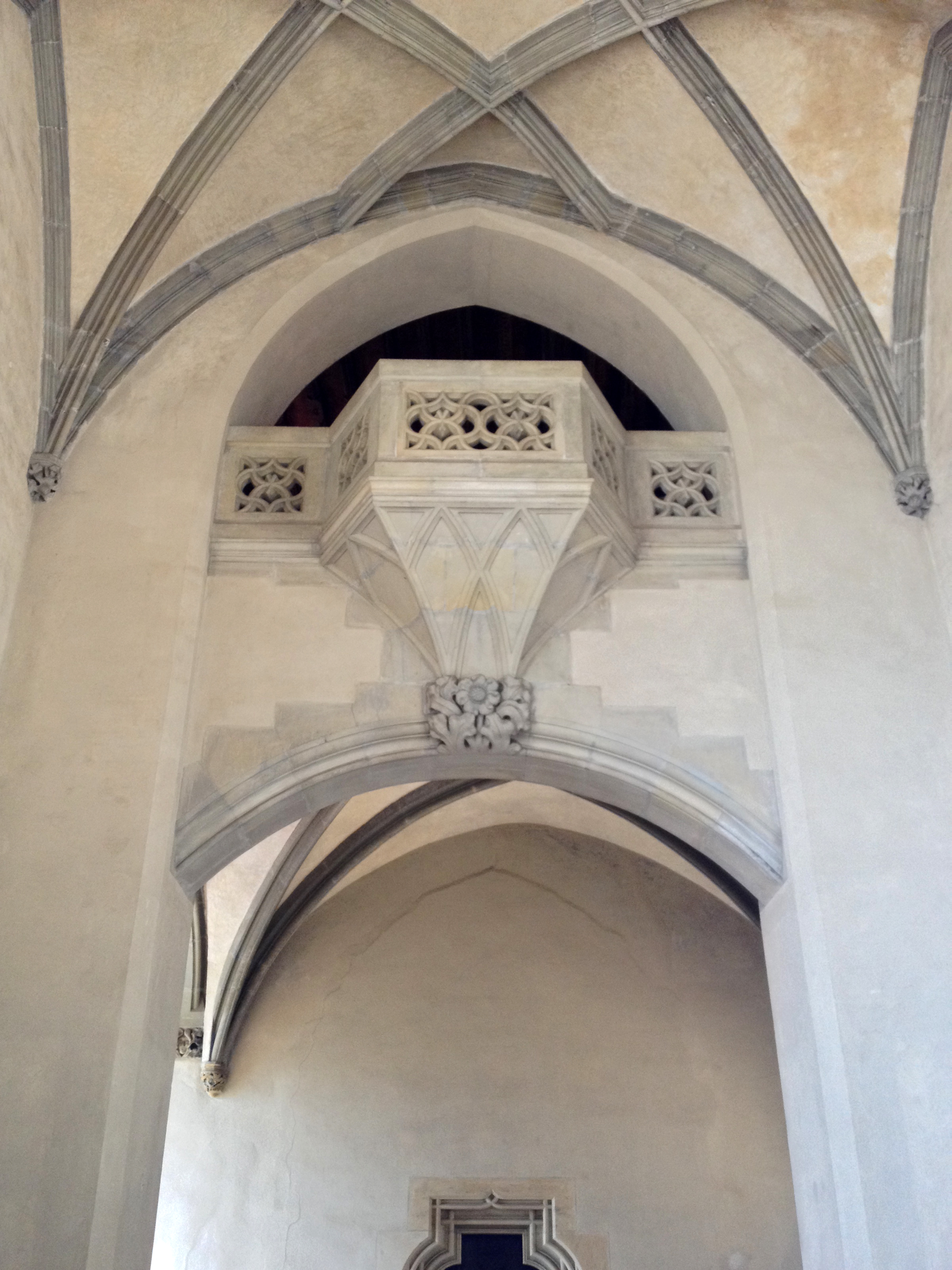
Oratoř
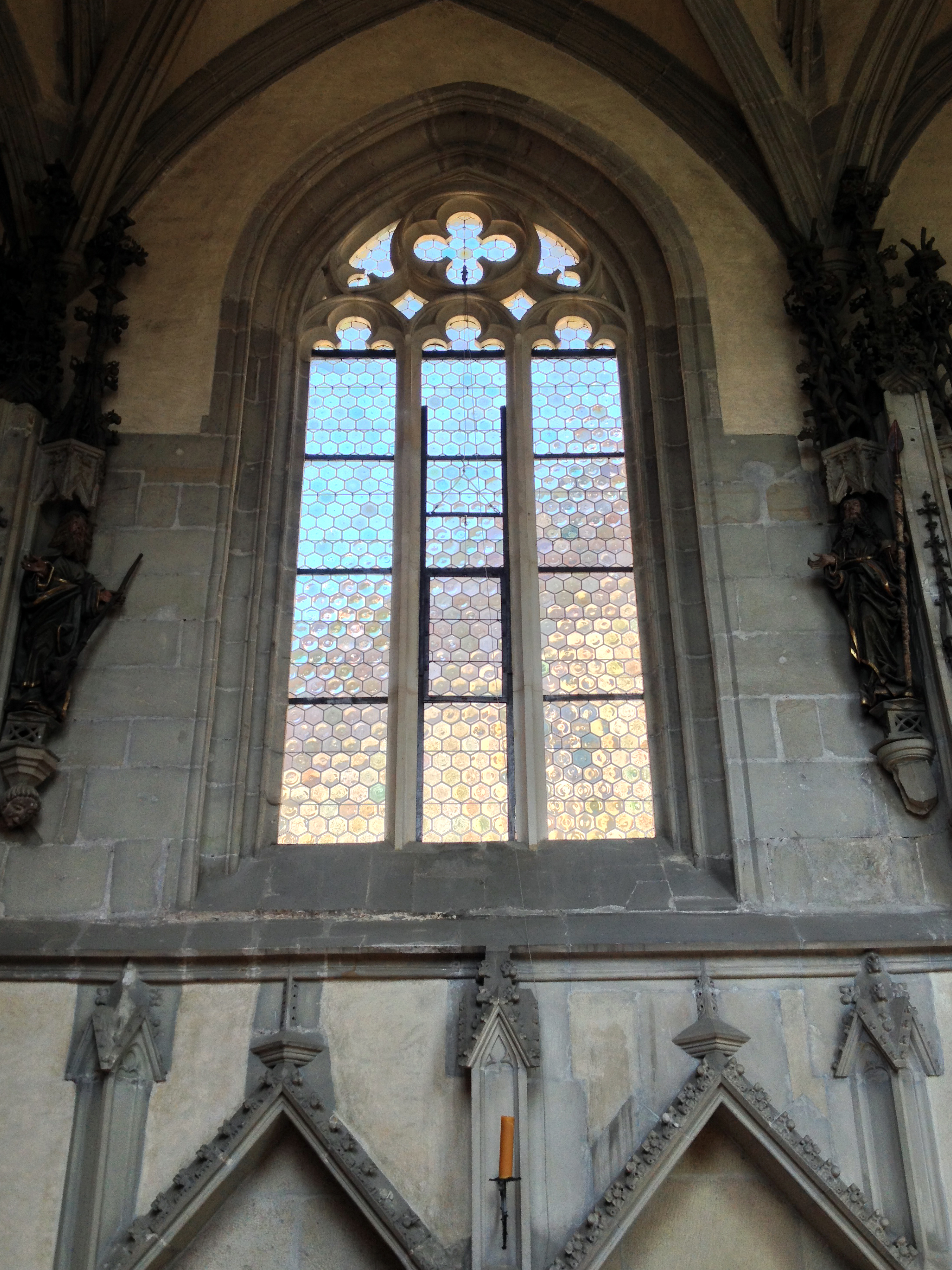
Severní okno
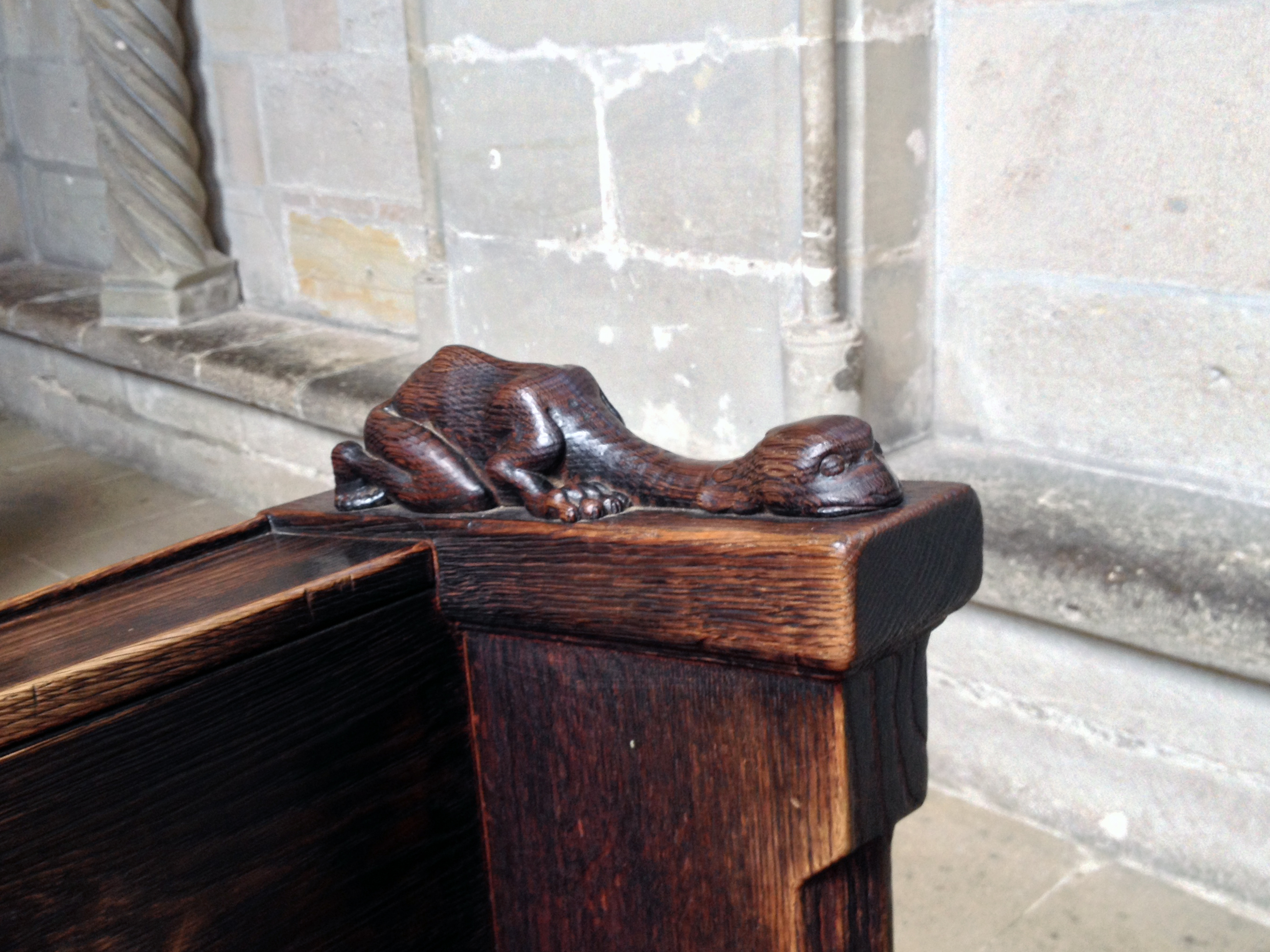
Jedna ze „špatných lidských vlastností“ na jedné z lavic
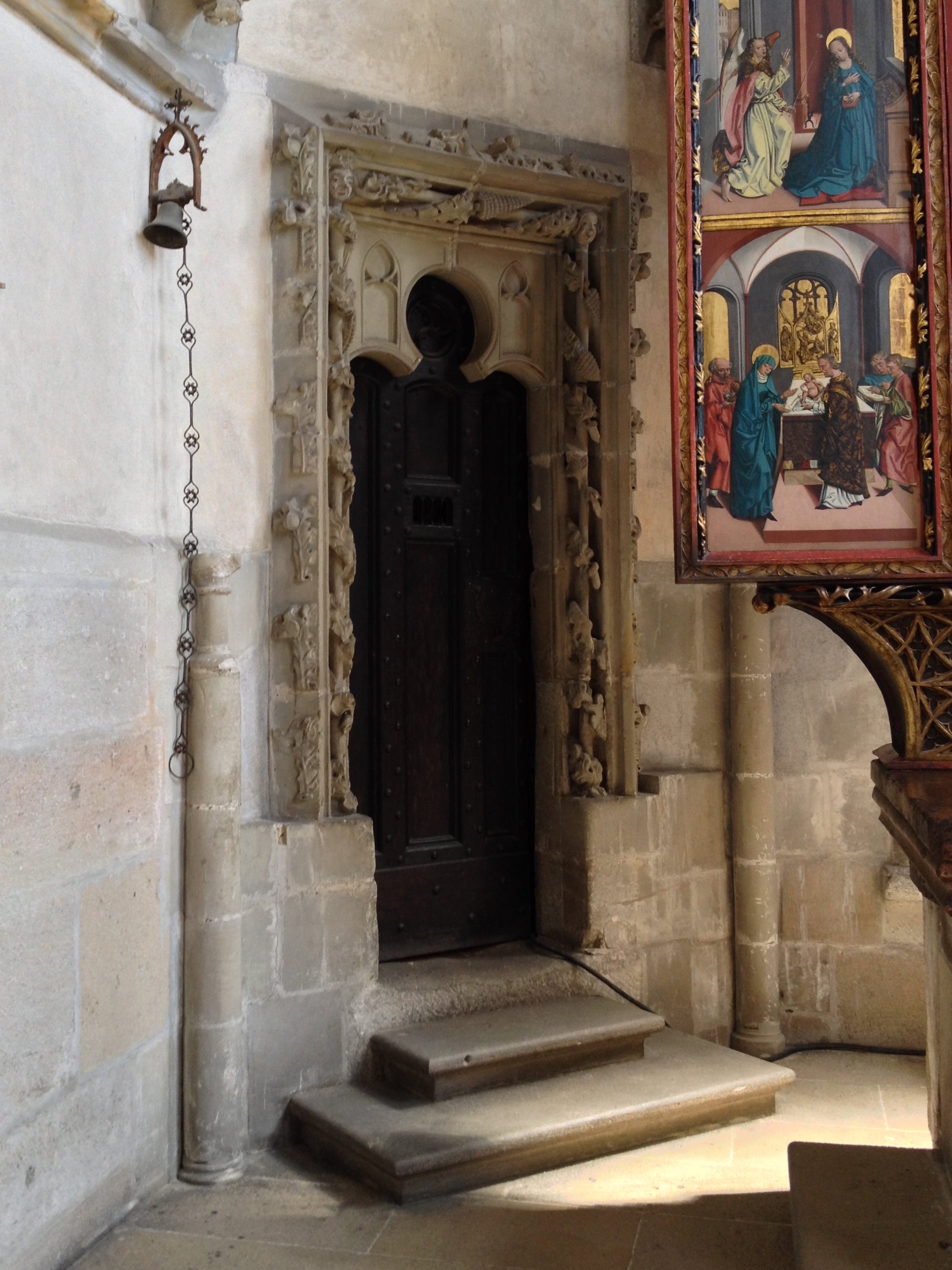
Portál do sakristie
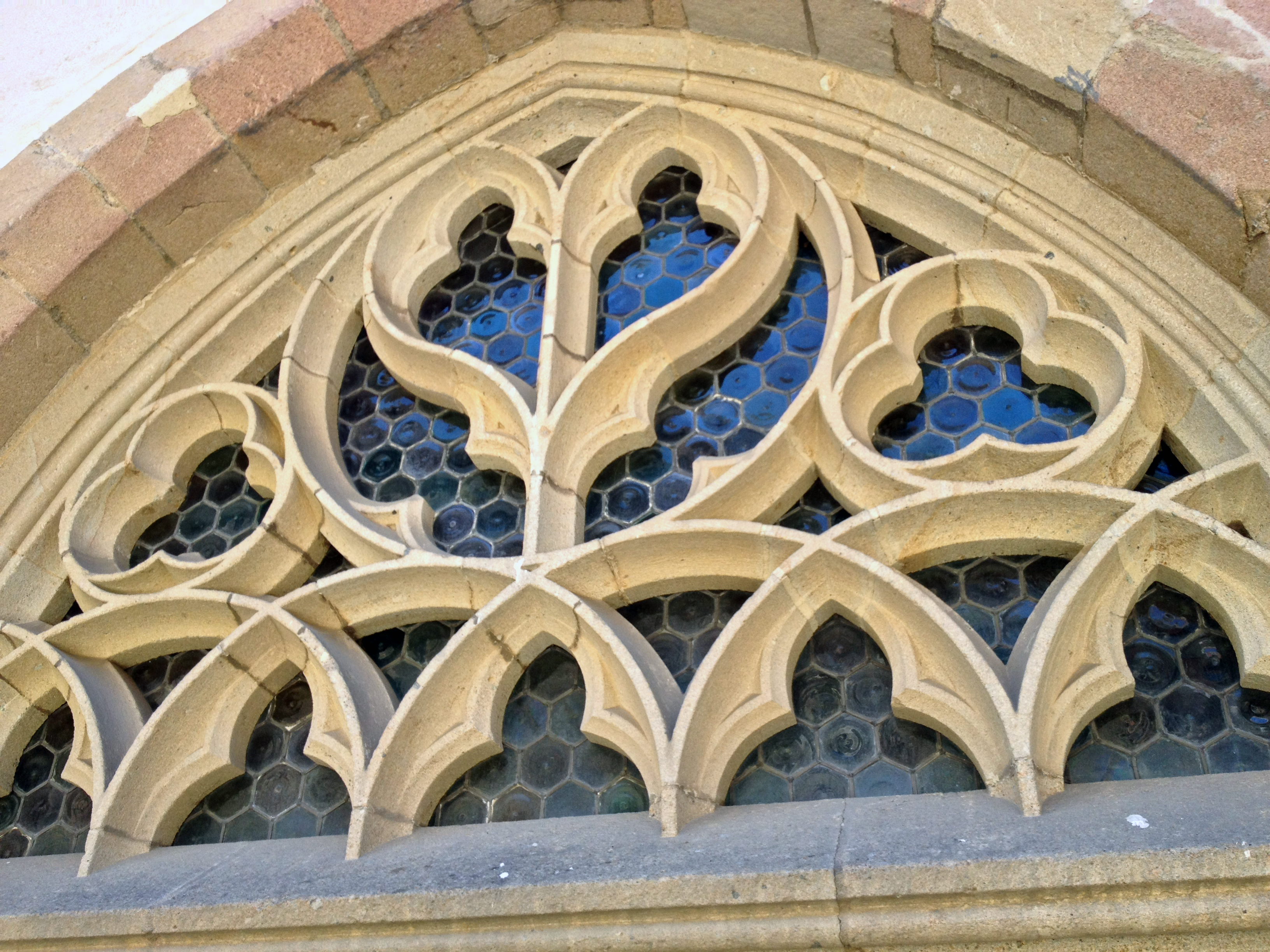
Kružba nad portálem do kaple
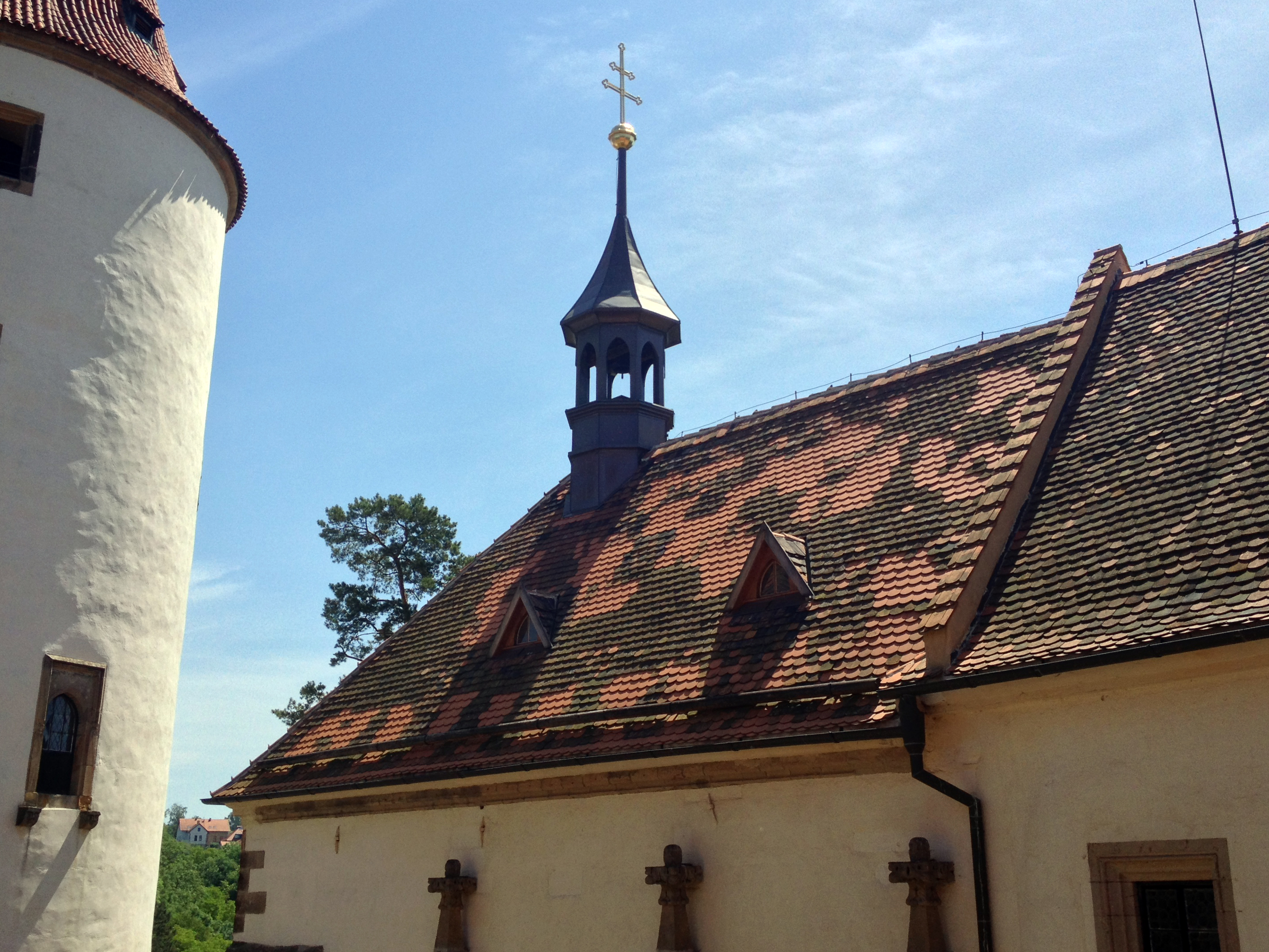
Střecha kaple
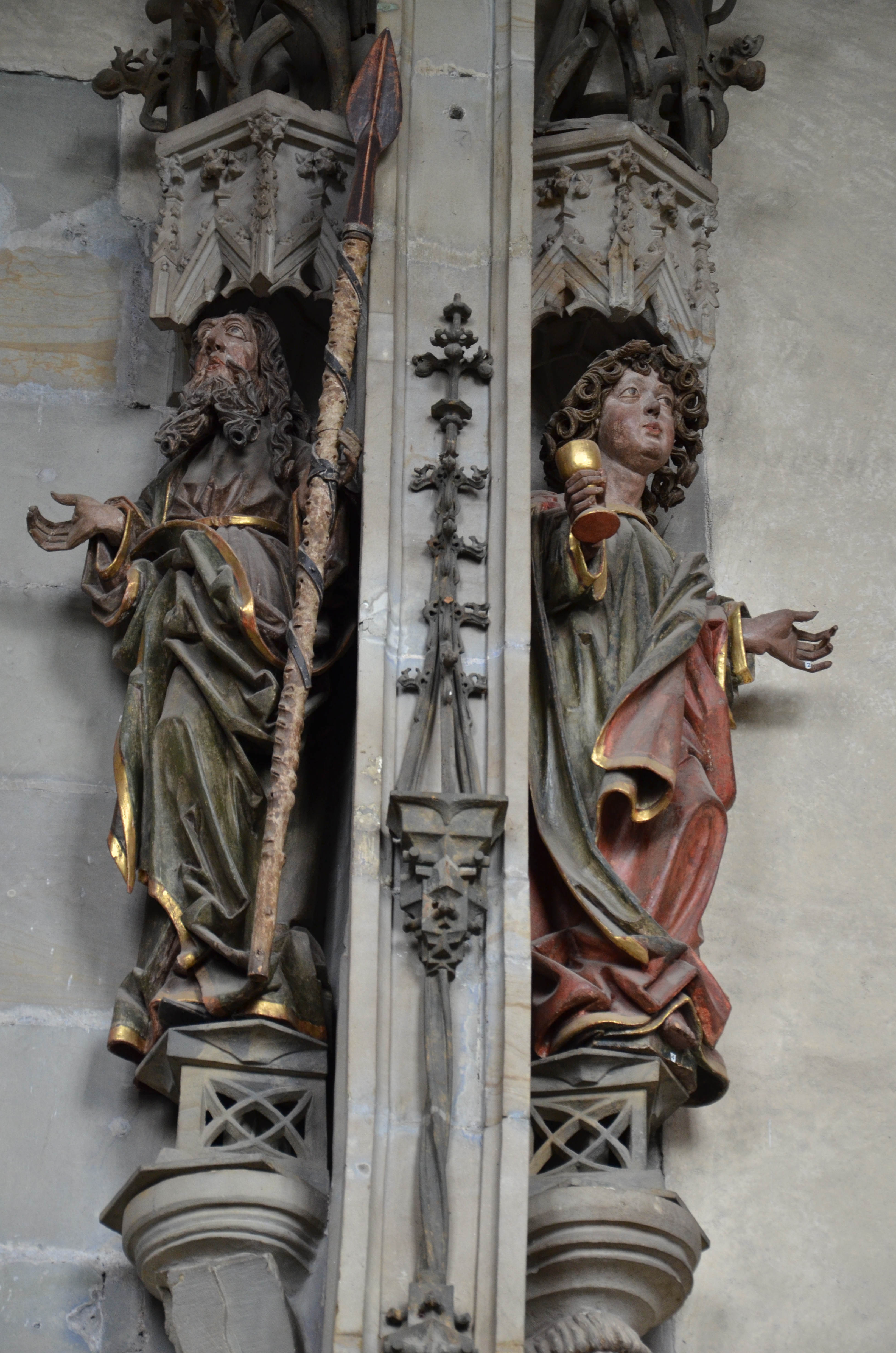
Tomáš a Jan
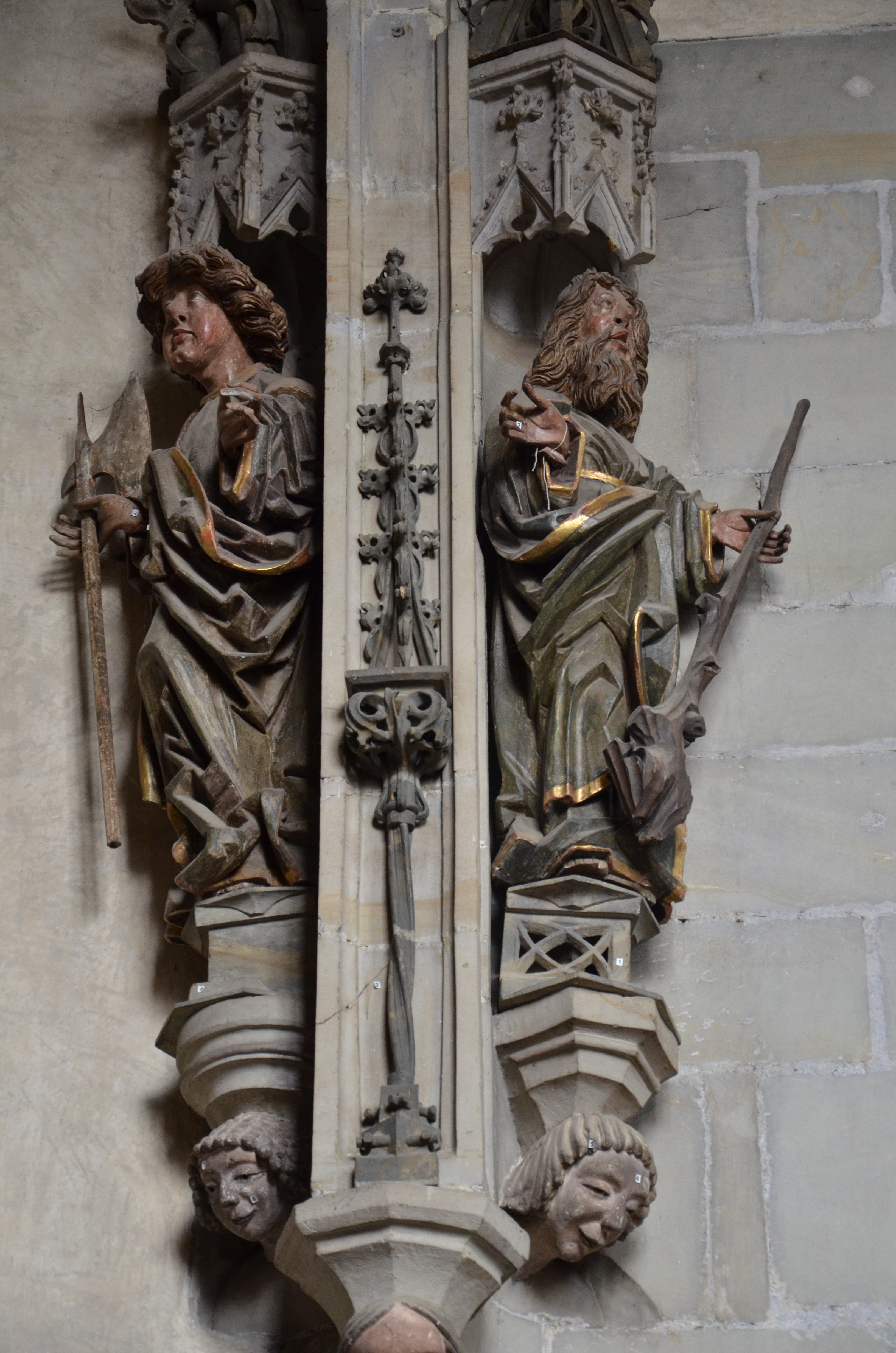
Matouš a Juda Tadeáš
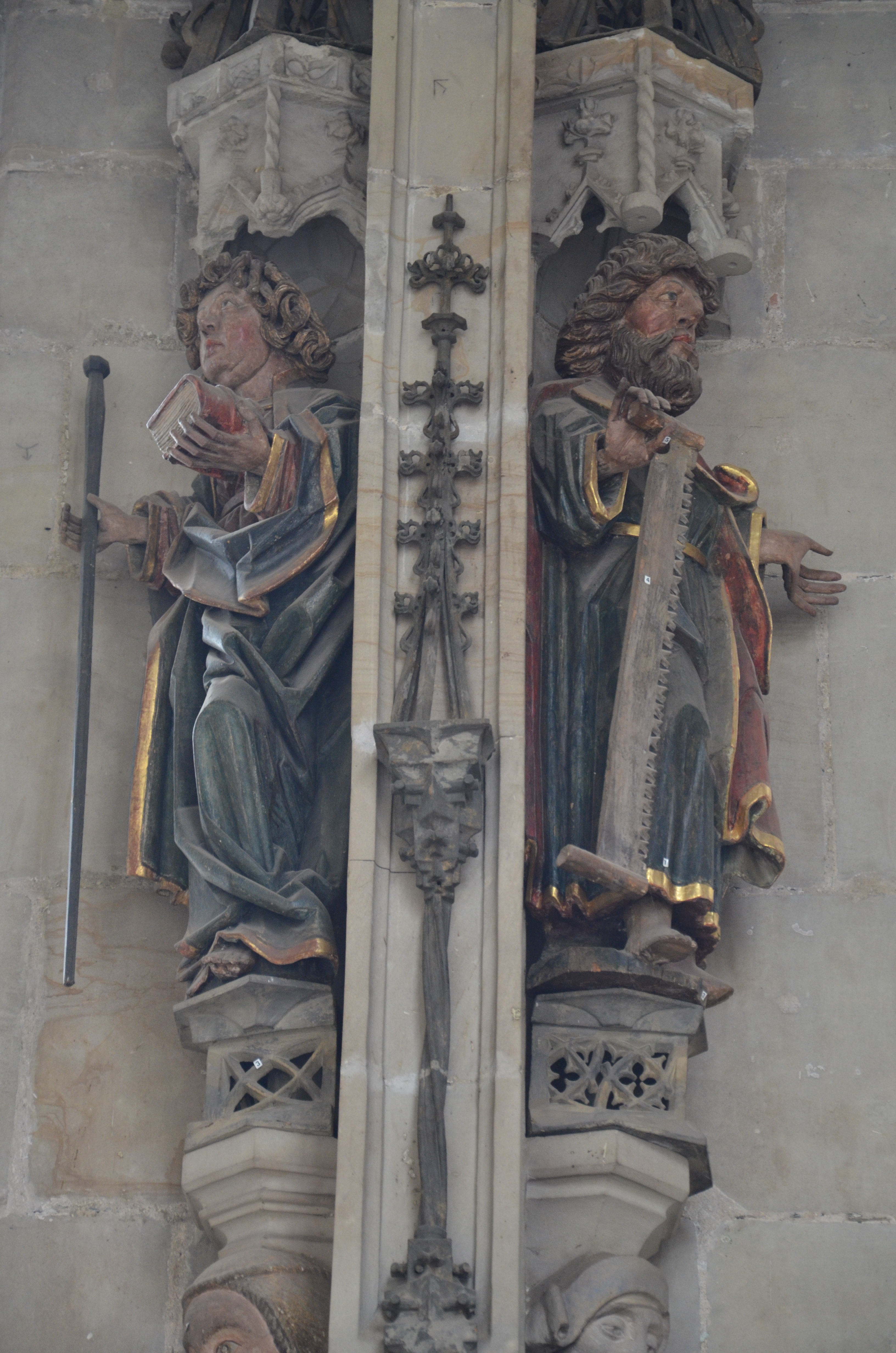
Jakub Mladší a Šimon
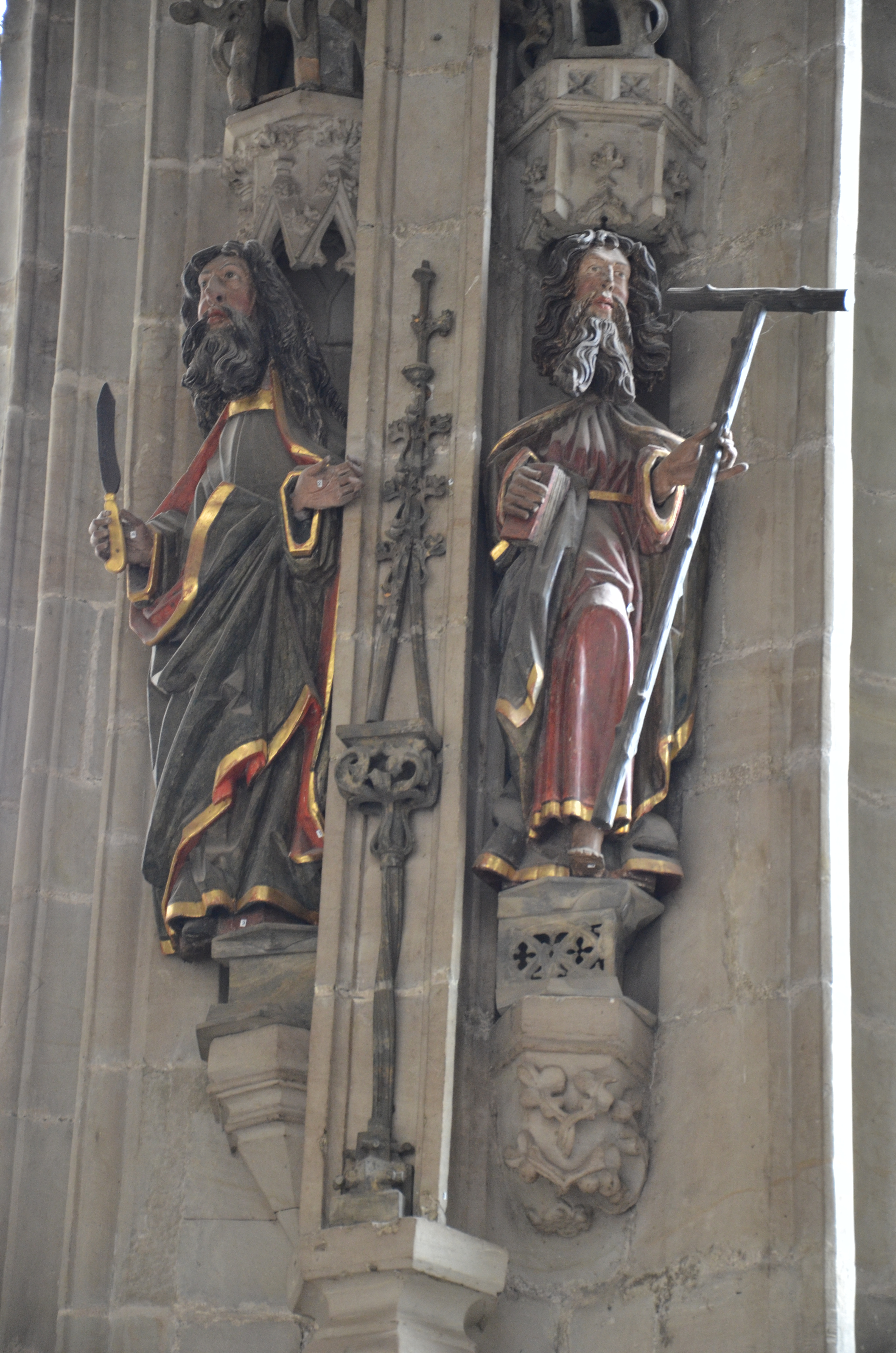
Bartoloměj a Filip
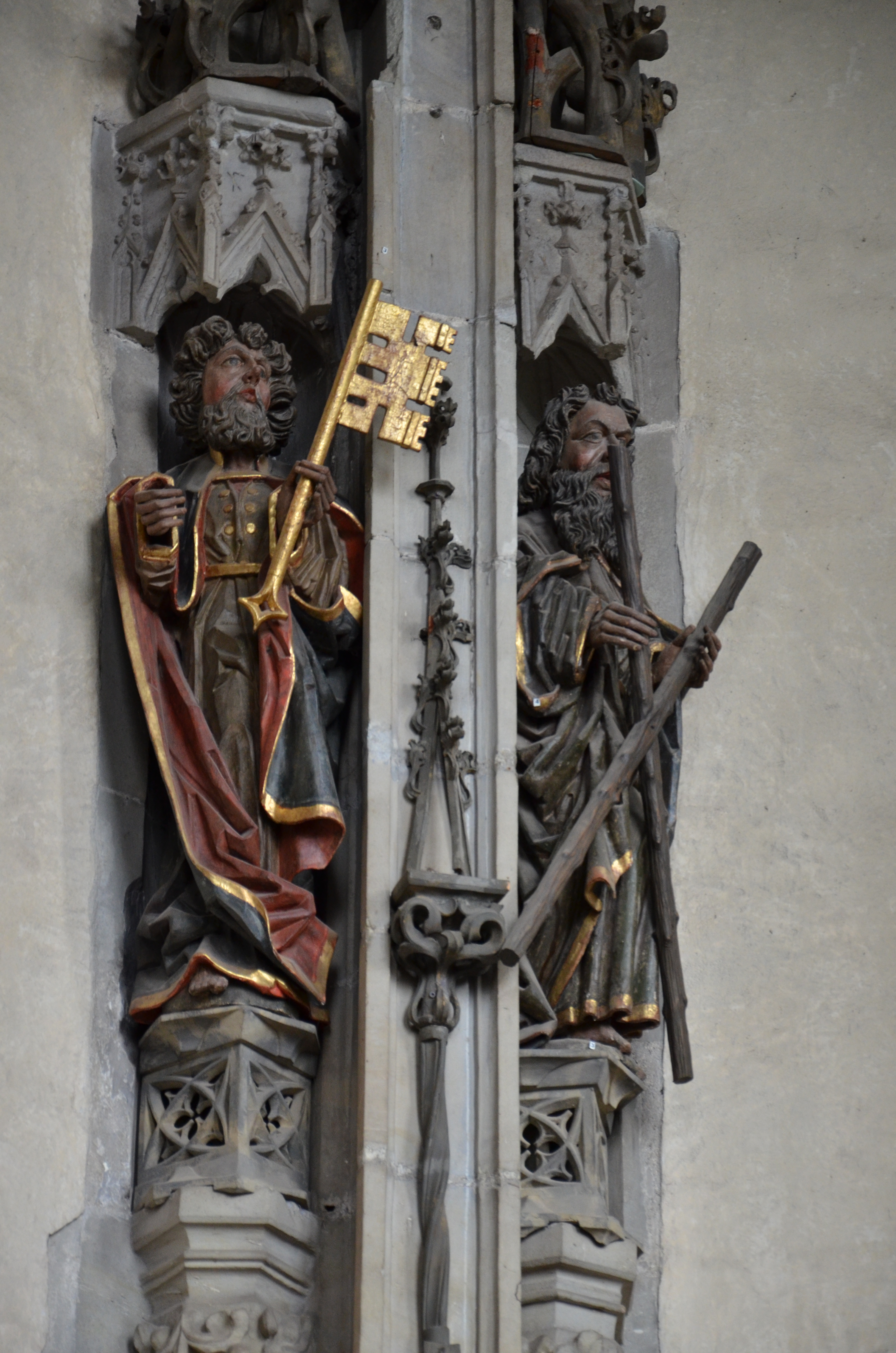
Petr a Ondřej
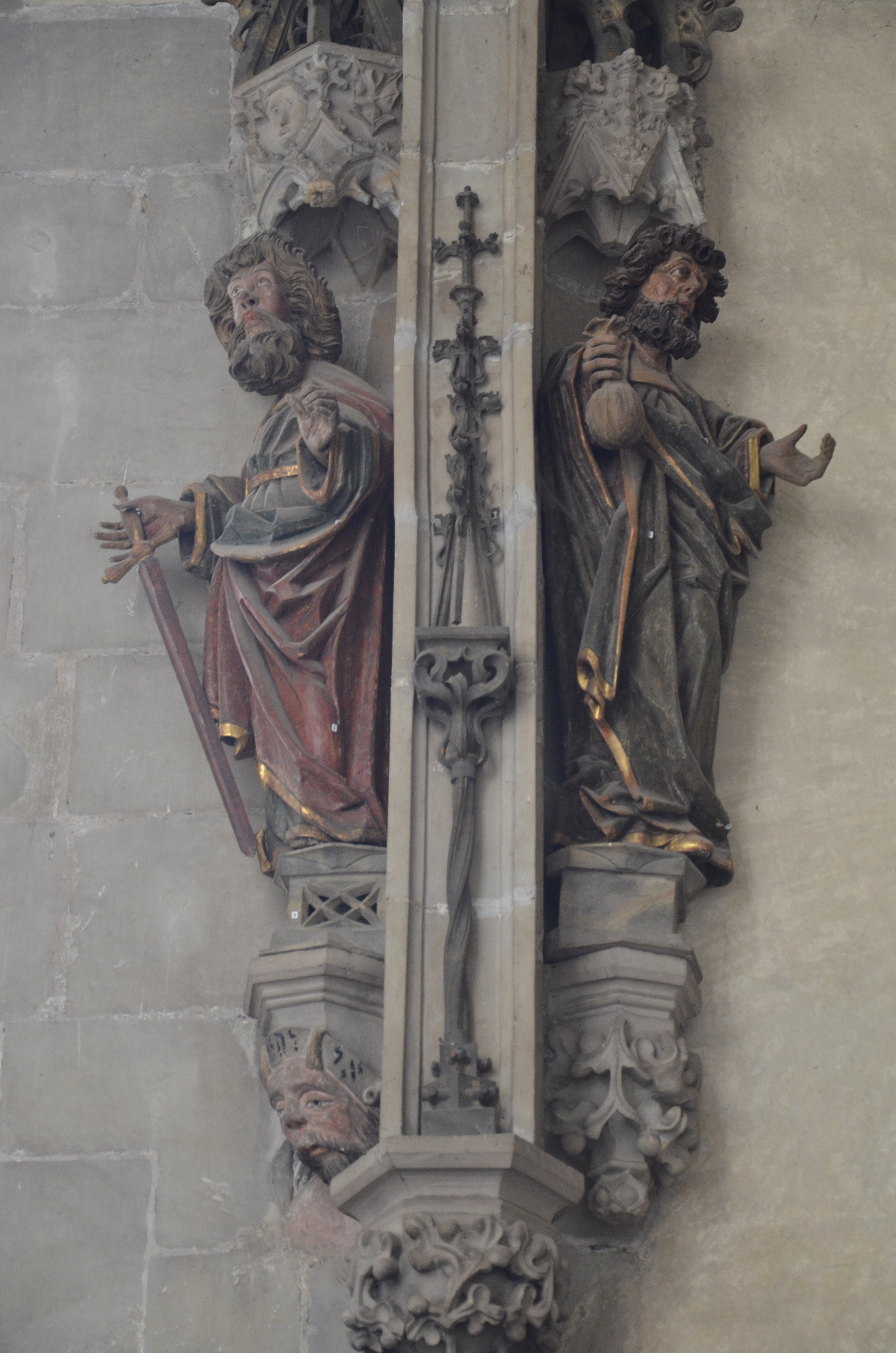
Pavel a Jidáš